# Thomas Zacharias
Thomas Michael Zacharias (Bad Harzburg, 2 gennaio 1947) è un ex altista, scrittore e designer tedesco.

## Biografia
Figlio del violinista Helmut Zacharias, è fratello della giornalista Sylvia Zacharias e del compositore di colonne sonore Stephan Zacharias. Nato in Bassa Sassonia, ha trascorso i primi anni in Italia, a Genova, dove ha studiato fino alla terza media; gli studi liceali li ha invece iniziati in Francia e completati in Germania Ovest.
È stato uno degli ultimi altisti ventralisti, con tre titoli di campione nazionale della Repubblica Federale Tedesca (1968, 1970, 1971). Nel 1968 e nel 1972 ha partecipato alle Olimpiadi estive, senza vincere medaglie. Ha inoltre gareggiato tre volte ai campionati europei. Nel 1971 è riuscito a stabilire la migliore prestazione mondiale indoor, con un salto di 2 metri e 22 centimetri.
Zacharias ha conseguito diversi primati nelle categorie Master 55 e 60.
Ha pubblicato diversi libri sulle tecniche del salto in alto, su altri sport da lui praticati (equitazione e golf), sulle forme di autocoscienza e sull'impatto sociale dello sport in generale.

## Vita privata
Attivo da molti anni come designer, nel 1983 si è trasferito a Lanzarote con la moglie Lola, spagnola, che gli ha dato due figli: un maschio, Alejandro, e una femmina, Cristina.